# Carl Heinrich Graun
Carl Heinrich Graun (Wahrenbrück, Brandenburg, 7 de maig de 1704 - Berlín, 8 d'agost de 1759) fou un compositor i tenor alemany. Junt amb Johann Adolph Hasse és considerat el compositor d'òpera alemany més important del seu temps.
Ingressà molt jove, junt amb els seus dos germans, en l'Escola de la Creu, de Dresden, el 1713, estudiant cant sota la direcció de l'especialista Grundig, i les altres ensenyances musicals sota la de Christian Petzold, llavors organista de la Capella Reial, Carl demostrà en tots els conceptes una singular aplicació. Després cursà composició amb Smith, mestre de la Capella reial de Polònia, i havent escoltat en la cort una part d'òperes cantades per famosos artistes, va concebre una verdadera passió per la música dramàtica. Com que posseïa una bella veu de tenor, fou recomanat pel poeta Koenig, i debutà en l'Òpera de Brunswick el 1726 amb l'obra de Schumann Herricus Auceps; més no agradant-li algunes paràgrafs del seu paper, els canvià tant a gust del duc i de la cort, que se li encarregà l'òpera que s'acostumava a representar per la fira.
Aquesta òpera fou Polidoro, a la que li seguiren moltes d'altres i un oratori per Nadal; però totes mancaven de força dramàtica. Va compondre la música pels funerals del duc August Guillem i del rei Frederic August, des de llavors abandonà definitivament la seva ocupació habitual, que era la de cantar en els concerts. Fou comissionat per Frederic el Gran per escollir a Itàlia una companyia d'òpera, i de retorn va compondre per aquesta sis obres que foren de molt bon grat del rei i de la cort, arribant el monarca a senyalar-li una pensió de 7.500 francs. A més va ser mestre de capella de Frederic el Gran des de la seva ascensió al tron el 1740 fins a la mort de Graun, dinou anys després a Berlín.
La música de Graun, en general, malgrat tenir tendresa i gracia, es mancada d'originalitat, sent una imitació, no servil, dels mestres italians.
Va compondre les òperes següents, sobre llibres de Pietro Metastasio i d'Apostol Zeuss, estrenades quasi totes a Brunswick o a Berlín;
- Polidoro (1726)
- Sánico y Sinida (1726)
- Ifigenia in Aulide (1726)
- Escipion el Africano (1726)
- Faraón (1726)
- Rodelinda (1741)
- Cesare e Cleopatra (1742)
- Artajerjes (1743)
- Catón de Utica (1744)
- Alejandro en l'Índia (1744)
- Lucio Papirio (1745)

Graun va escriure un gran nombre d'òperes. La seva òpera Cesare e Cleopatra va inaugurar l'Òpera de Berlín el 1742. D'altres, com Montezuma (1755), amb llibret del rei Frederic, que fou editada per Albert Mayer-Reinach a les primeries del segle xx. Cap de les seves peces no solen interpretar-se en l'actualitat, encara que la seva passió Der Tod Jesu (La mort de Jesús 1755) va ser executada amb freqüència a Alemanya molts anys després de la seva mort. Altres treballs seus comprenen concerts, sonates per a trio i un Te Deum.
Carl Heinrich Graun, germà de Johann Gottlieb Graun, també fou compositor.